# Pareumenes sublaevis
Pareumenes sublaevis är en stekelart som först beskrevs av Smith.  Pareumenes sublaevis ingår i släktet Pareumenes och familjen Eumenidae. Inga underarter finns listade i Catalogue of Life.